# Saint-Pardoux-du-Breuil
 Saint-Pardoux-du-Breuil  là một xã của tỉnh Lot-et-Garonne, thuộc vùng Nouvelle-Aquitaine, tây nam nước Pháp.